# محاصره شنگال (۳۶۰)
محاصره شنگال در سال ۳۶۰ میلادی به دست نیروهای ساسانی به رهبری شاپور دوم علیه شهر شنگال تحت کنترل امپراتوری روم رخ داد. ساسانیان در بازپس گرفتن این شهر از رومیان موفق شدند